# Mansión de Biksēre
La Mansión de Biksēre (en letón: Biksēres muižas pils), también previamente conocida como Mansión de Libe, es una casa señorial en la región histórica de Vidzeme, en el norte de Letonia. La finca tiene un gran parque de 14,7 hectáreas con 26 esculturas, y se ha instalado un museo de antigüedades en el granero de piedra. La mansión actualmente alberga las oficinas administrativas de la parroquia de Sarkaņi y una biblioteca.